# 特雷邦斯
特雷邦斯（法語：Trébons，法語發音：[tʁebɔ̃s]）是法国上比利牛斯省的一个市镇，位于该省中部略偏西，属于巴涅尔德比戈尔区。

## 地理
特雷邦斯（43°6'6"N, 0°7'16"E）面积10.19 平方千米，位于法国奧克西塔尼大區上比利牛斯省，该省份为法国西南部内陆省份，北至热尔省，西接大西洋比利牛斯省，南与西班牙接壤，东临上加龙省。
与特雷邦斯接壤的市镇（或旧市镇、城区）包括：蒙加亚尔、阿斯蒂格、拉巴塞尔、奥尔迪藏、普扎克。
特雷邦斯的时区为UTC+01:00、UTC+02:00（夏令时）。

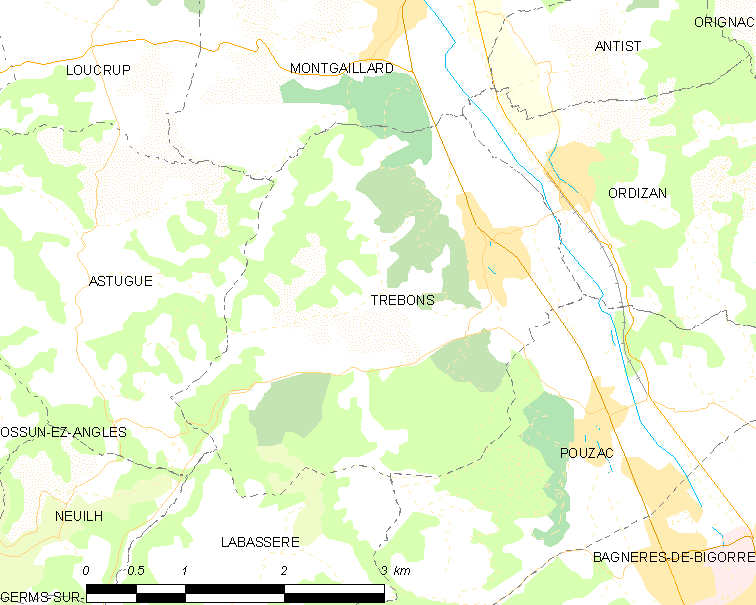
特雷邦斯的OSM定位图

## 行政
特雷邦斯的邮政编码为65200，INSEE市镇编码为65451。

## 政治
特雷邦斯所属的省级选区为上比戈尔县。

## 人口

1962-2008年间特雷邦斯人口变化图示

特雷邦斯于2022年1月1日时的人口数量为757人。